# Europa-Rosarium
La Rosaleda Europa (en alemán: Europa-Rosarium o más formalmente conocido como Europa-Rosarium der Stadt Sangerhausen) es una rosaleda de unas 12,5 hectáreas de extensión, que pasa por ser la mayor colección de rosas en el mundo actualmente. Se encuentra en Sangerhausen, Alemania.
El código de identificación internacional del Europa-Rosarium como miembro del "Botanic Gardens Conservation International" (BGCI), así como las siglas de su herbario es SANGH.

## Localización
Se encuentra en Calle Markt 18 • 06526 Sangerhausen, Alemania

Europa-Rosarium der Stadt Sangerhausen Steinberger Weg 3, D-06526 Sangerhausen, Sachsen-Anhalt-Sajonia-Anhalt, Deutschland-Alemania
Planos y vistas satelitales.51°28′30.57″N 11°18′53.27″E / 51.4751583, 11.3147972
Está abierto a diario al acceso público. Se pueden comprar esquejes de rosas en el recinto.

## Historia
El Rosarium Sangerhausen era inicialmente propiedad del Verein Deutscher Rosenfreunde (VDR) (Círculo Alemán de Amigos de las Rosas) considerado como un punto de recogida de las variedades de rosas de reciente introducción. Peter Lambert hibridador de rosas de Trier-Tréveris y miembro fundador de la VDR, sugirió ya en 1897 crear una rosaleda.
El colector de la rosas Albert Hoffmann donó su colección de unas 1.100 variedades de rosas como base de la rosaleda. En 1899 se hizo una planificación de una rosaleda formal que fue diseñada por el arquitecto paisajista Frederick Erich Doerr, que se amplió en 1902 con una parte agrícola. Después de cinco años, el "Rosarium Sangerhausen", en una superficie de 1,5 hectáreas, el 3 de julio de 1903 con motivo del « "Kongress Deutscher Rosenfreunde"» (Congreso de los Amigos de la rosa alemanes) se puso a disposición del público.
La colección de rosas silvestres del botánico Georg Dieck de Zöschen con 450 variedades de rosas que en 1900 se expuso en la Feria Mundial en París. En 1909 se incluyó su colección en el Rosarium Sangerhausen.
En 1927, se realizó el primer nuevo ensayo de variedades de rosas en Sangerhausen.
En 1933 el cofundador y director honorario Ewald Gnau profesor llamado como Rosenprofessor expresó su protesta por la Gleichschaltung que fue impuesta oficialmente por el gobierno nazi.
En 1939, se hizo una ampliación de la rosaleda con 5.000 variedades de rosas, en un área de 12,5 hectáreas.
En 1947 plántulas y la biblioteca de la VDR fueron enviados a Moscú, Leningrado y Kiev como reparación de guerra para la construcción de unas rosaledas en la URSS.
Durante 1950 se hace cargo de la rosaleda el horticultor Paul Taeckelburg. Durante el periodo 1952 a 1955 la rosaleda se subordina a la oficina de las plantas comerciales.
El botánico Dr. h.c. Kurt Wein establece una nueva normativa de los juegos florales de la rosaleda.
En 1998 hubo un rediseño de la rosaleda a cargo de los arquitectos paisajistas Ingomar Lang y Hella Brumme. En 1999 se plantaron 10 000 nuevas rosas de floración temprana.

## Colecciones
El Europa Rosarium alberga:
- Unas 8.300 entre especies silvestres y cultivares
- Especies de rosas silvestres unas 500
- Especies cultivares de rosas unas 7.800
- Plantas de rosas unos 60.000 pies.
- Más de 40 Clases de rosas

Cada agosto se celebra la « Nacht der Tausend Lichter» (noche de las mil luces)

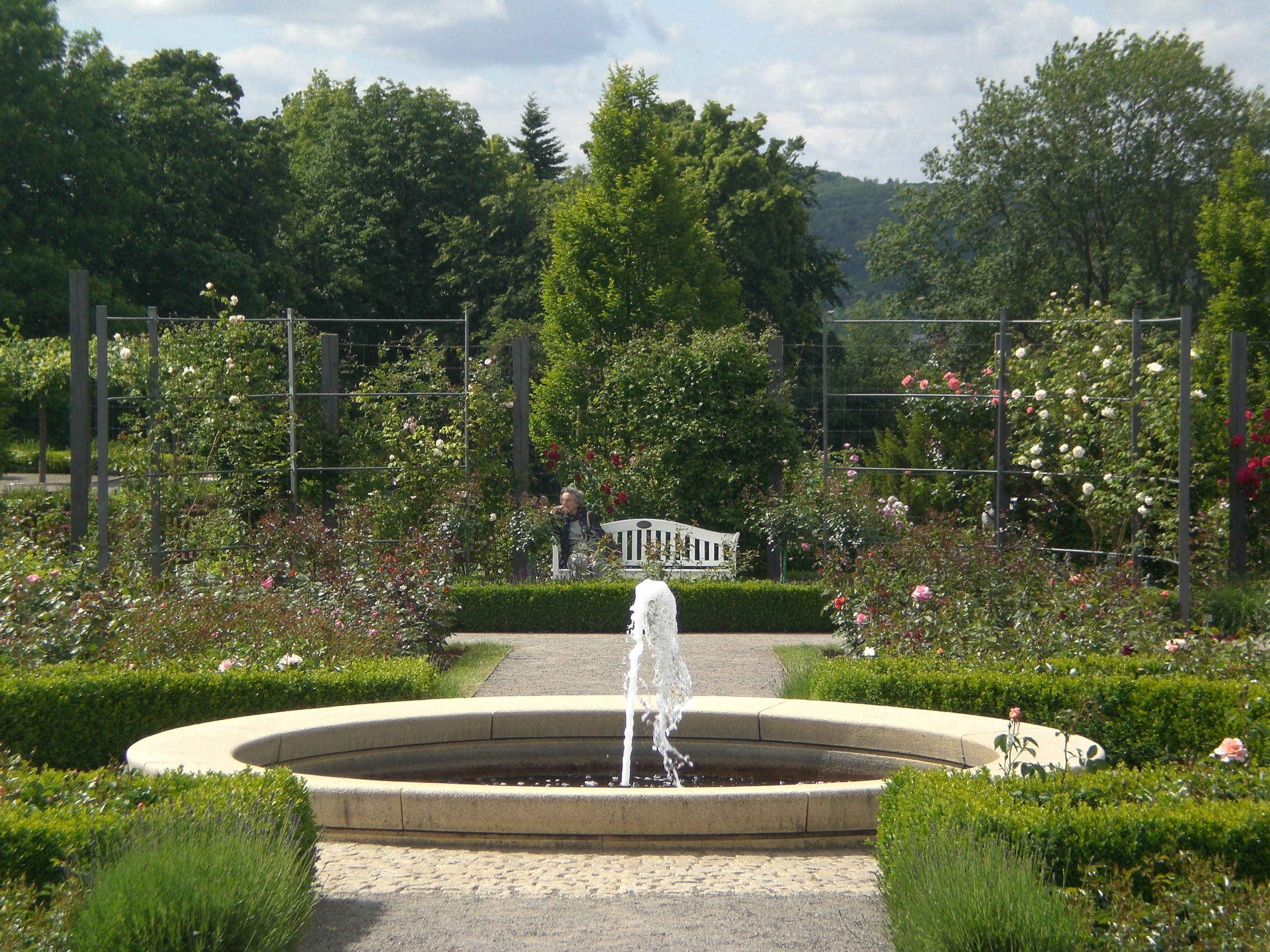
Fuente en el Europa Rosarium.
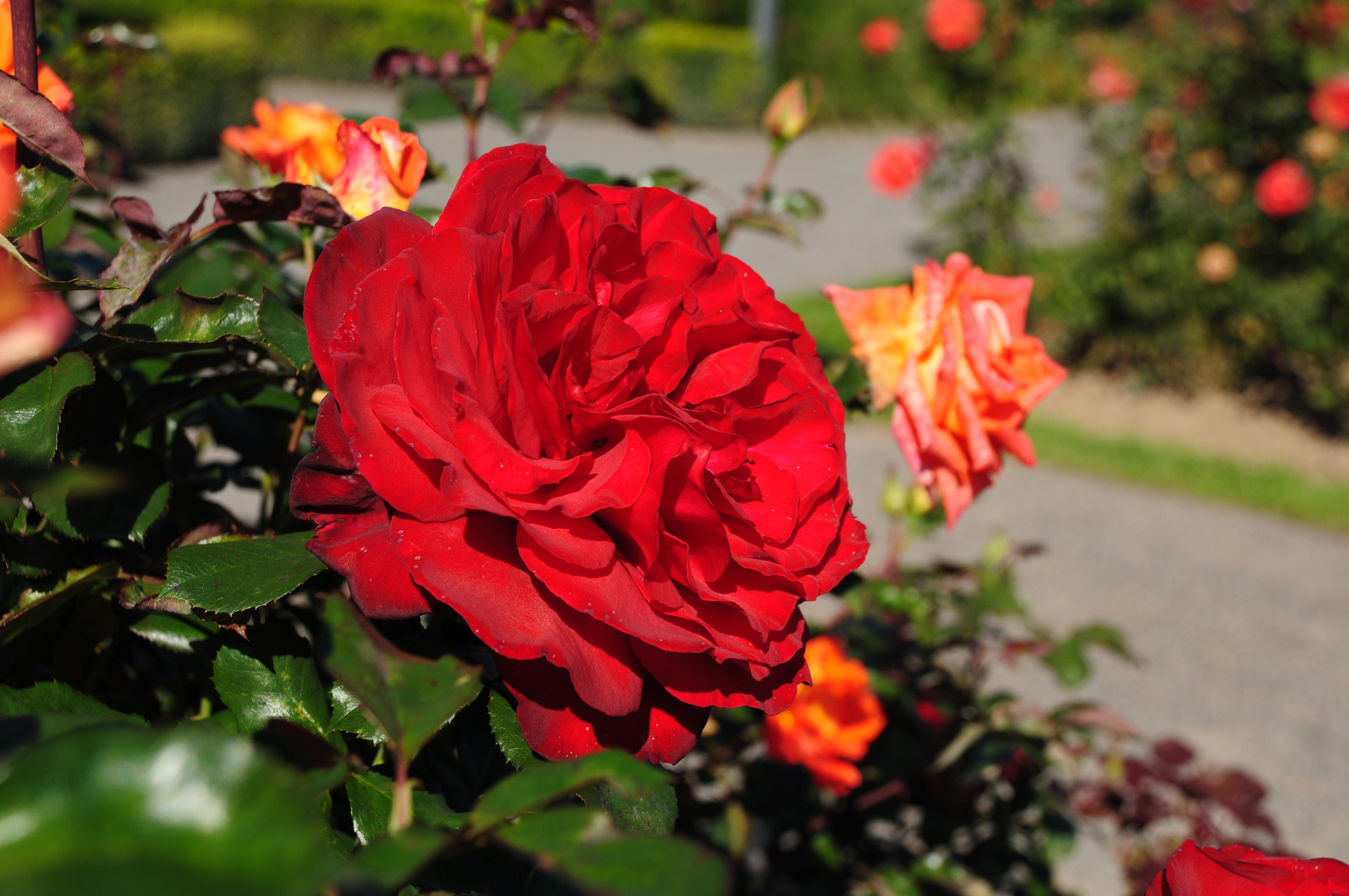
Rosa 'Porta Nigra'.
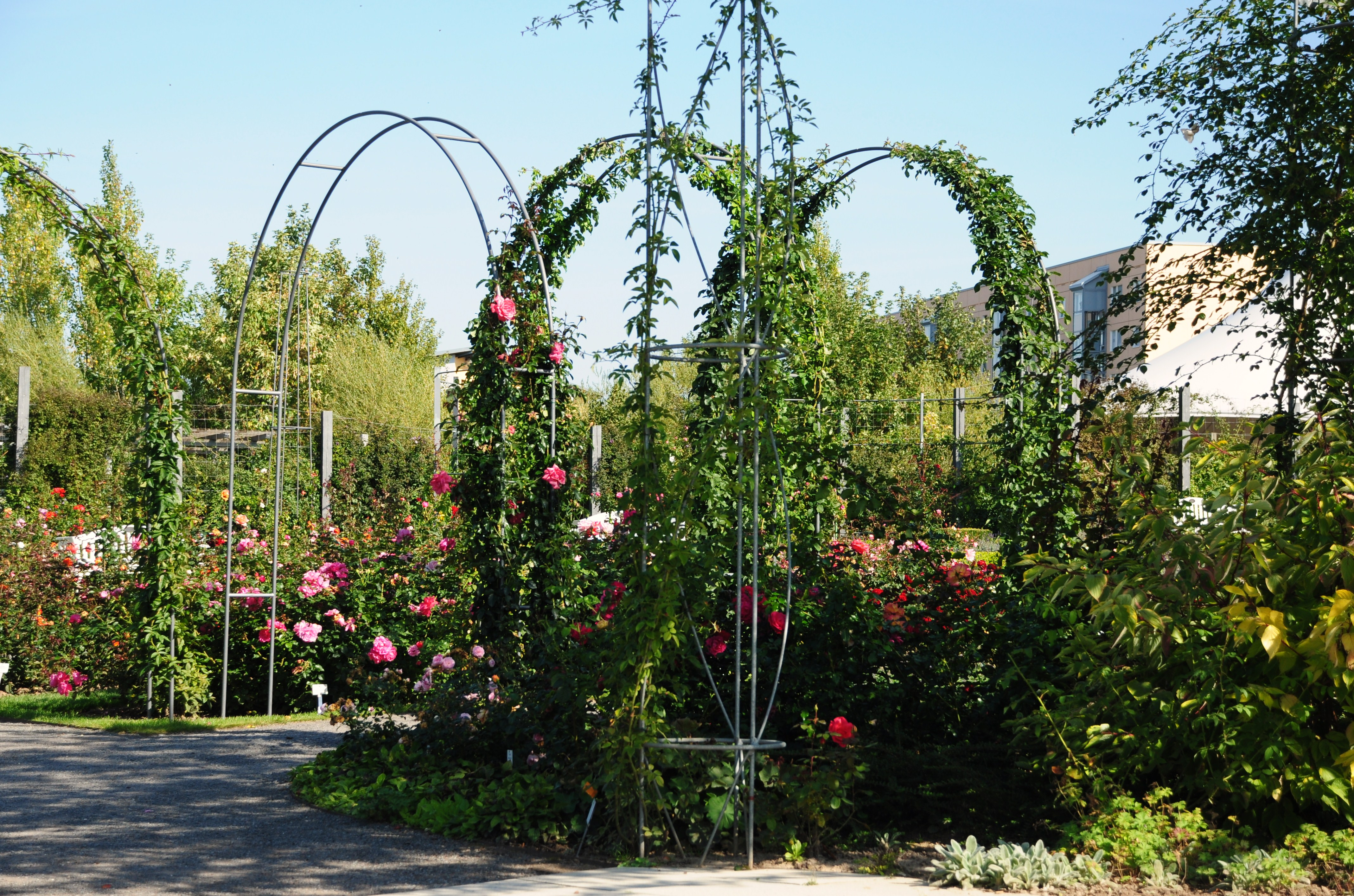
Rosales trepadores en el Rosarium Sangerhausen.
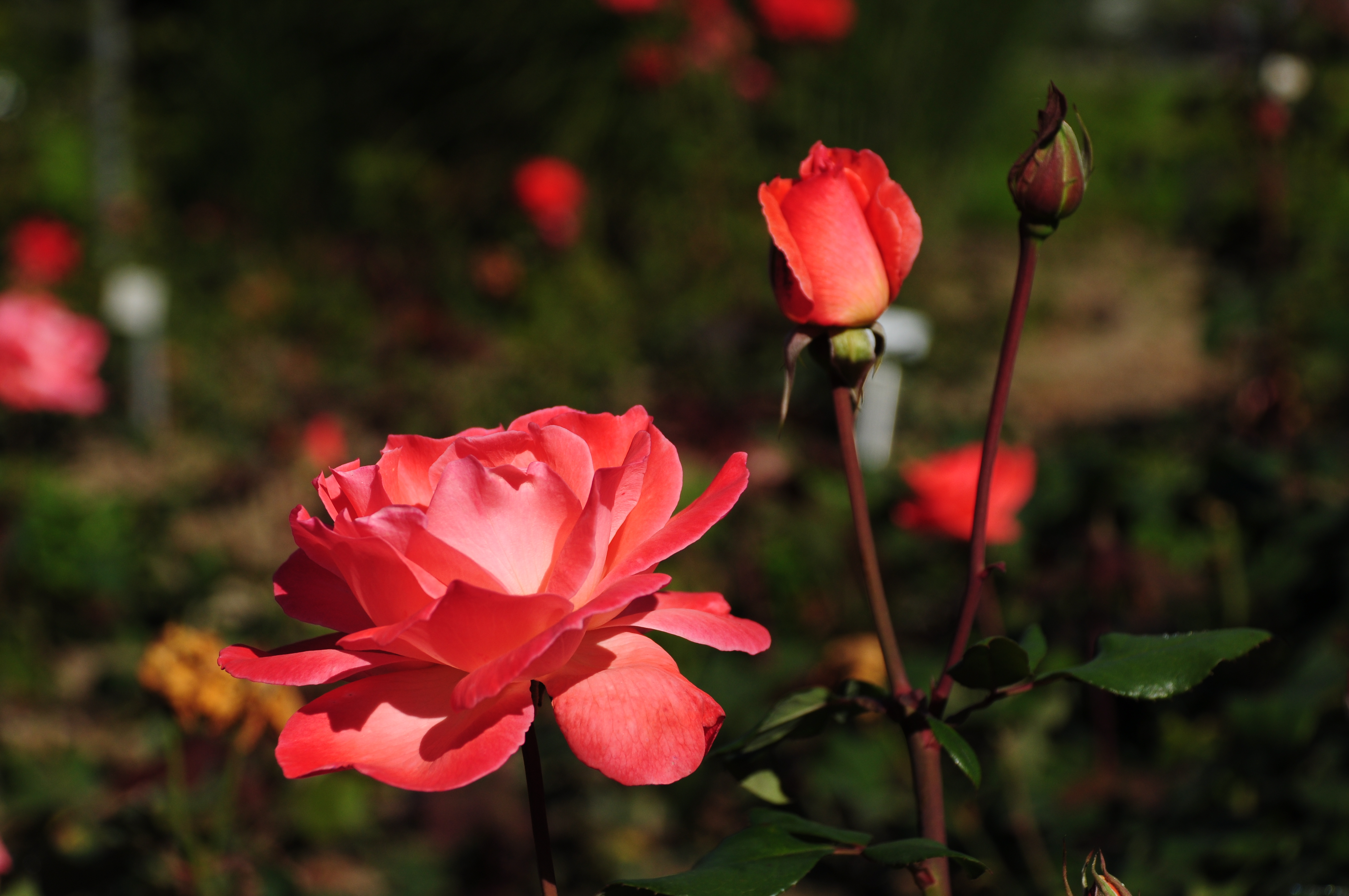
Rosa 'Sinfonie'